# Sic Bo
Sic Bo, auch Chuck a Luck (aus dem ebenfalls mit diesem Namen bezeichneten Würfelspiel ist es hervorgegangen), Grand Hazard, Big and Small, Birdcage, Dai Siu (auch: Tai Xiu) oder Hi Lo ist ein Würfel-Glücksspiel mit drei Würfeln, das in den Casinos von Macau und in den USA gerne gespielt wird und mittlerweile auch in den europäischen Spielbanken heimisch geworden ist. In portugiesischen Spielbanken wird es unter dem Namen Cussec angeboten.

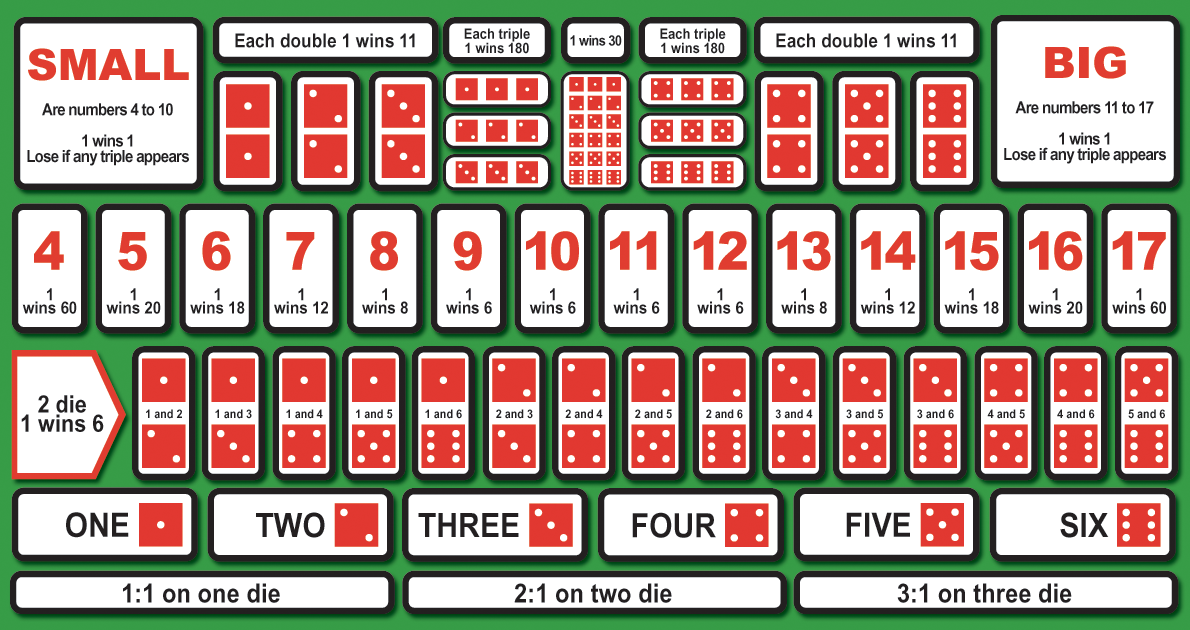
Sic-Bo-Tisch (Anm.: Die Auszahlungsquoten in dieser Abbildung entsprechen nicht den in Europa üblichen.)

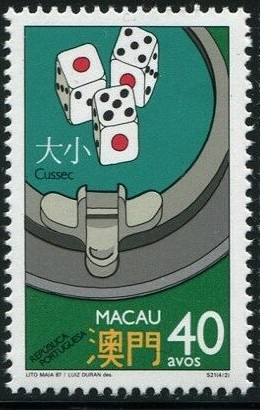
Darstellung von Cussec (= Sic Bo) auf einer Briefmarke aus Macau 1987

Sic Bo hat sich möglicherweise von Shanghai aus in China verbreitet und ist zu Beginn des 20. Jahrhunderts von chinesischen Auswanderern in die Vereinigten Staaten gebracht worden.

## Die Spielregeln
Die Spieler tätigen ihre Einsätze auf einem Tableau, danach dreht der Croupier einen käfigähnlichen Behälter (Birdcage), in dem drei Würfel eingeschlossen sind. Sind die Würfel gefallen, tippt der Croupier die geworfenen Augenzahlen auf einer Tastatur ein, und die Felder mit den gewinnenden Wetten leuchten auf. Verluste werden eingezogen, Gewinne werden ausbezahlt und ein neuer Coup beginnt.

### Einfache Chancen
- Big und Small

Den Wetten auf eine niedrige bzw. hohe Augensumme verdankt das Spiel einen seiner vielen Namen, so wird Sic Bo im berühmten Casino Lisboa in Macao, dem Monte-Carlo des Fernen Ostens, Big and Small bzw. chinesisch (kantonesisch) Dai Siu genannt. Ein weiterer scheinbar chinesischer Name des Spiels ist Hi Lo, der unschwer die englische Wurzel High Low erkennen lässt.
Big und Small sind einfache Chancen, ähnlich Passe und Manque beim Roulette; mit einem Bankvorteil von 2,78 % zählen diese zu den aussichtsreichsten Wetten:
Bei Small wettet man darauf, dass die Augensumme kleiner oder gleich 10 ist und kein Triple geworfen wird; analog wettet man bei Big darauf, dass die Augensumme größer oder gleich 11 ist und kein Triple fällt.

### Mehrfache Chancen
- Specific Triple: Man setzt auf ein bestimmtes Tripel, z. B. 2-2-2; Auszahlung 190:1; Bankvorteil 11,6 %.

- Any Triple: Man wettet, dass drei gleiche Augenzahlen geworfen werden; Auszahlung 33:1; Bankvorteil 5,6 %.

- Specific Double: Man wettet, dass eine bestimmte Augenzahl auf zwei Würfeln aufscheint; Auszahlung 11:1; Bankvorteil 11,1 %.

- Domino Combination: Man wettet auf zwei bestimmte Augenzahlen und gewinnt, wenn beide Augenzahlen geworfen werden; Auszahlung 6:1; Bankvorteil 2,8 %.

- Total Sum Combination: Man wettet hier auf die Augensumme der drei Würfel; es gilt
  - Augensumme 4: Auszahlung 65:1, Bankvorteil 8,3 %
  - Augensumme 5: Auszahlung 33:1, Bankvorteil 5,6 %
  - Augensumme 6: Auszahlung 19:1, Bankvorteil 7,4 %
  - Augensumme 7: Auszahlung 12:1, Bankvorteil 9,7 %
  - Augensumme 8: Auszahlung 8:1, Bankvorteil 12,5 %
  - Augensumme 9: Auszahlung 7:1, Bankvorteil 7,4 %
  - Augensumme 10; Auszahlung 6:1, Bankvorteil 12,5 %
  - Augensumme 11; Auszahlung 6:1, Bankvorteil 12,5 %
  - Augensumme 12: Auszahlung 7:1, Bankvorteil 7,4 %
  - Augensumme 13: Auszahlung 8:1, Bankvorteil 12,5 %
  - Augensumme 14: Auszahlung 12:1, Bankvorteil 9,7 %
  - Augensumme 15: Auszahlung 19:1, Bankvorteil 7,4 %
  - Augensumme 16: Auszahlung 33:1, Bankvorteil 5,6 %
  - Augensumme 17: Auszahlung 65:1, Bankvorteil 8,3 %

Die Auszahlungsquoten bei diesen Wettarten sind von Spielbank zu Spielbank verschieden, die obige Tabelle entspricht dem Reglement der Casinos Austria.
Da die Augensummen 3 und 18 nur als Tripel geworfen werden können, nämlich als 1-1-1 oder 6-6-6, scheinen sie bei den Total Sum Combinations nicht nochmals auf, sie finden sich bereits unter den Specific Triples.
- Single die

Mit der Wette auf Single die lebt das alte Grand Hazard oder Chuck a Luck (dt. etwa „Glückswurf“) weiter. Man setzt hierbei auf eine bestimmte Augenzahl, z. B. 5; erscheint diese Augenzahl auf einem Würfel, so gewinnt man einfach, erscheint die besetzte Augenzahl auf zwei Würfeln, so gewinnt man doppelt, und im glücklichen Fall, dass die Augenzahl auf allen drei Würfeln aufscheint, gewinnt man 12:1, der Bankvorteil beträgt hier 3,70 %.
Beim klassischen Chuck a Luck – und insbesondere in den Casinos von Atlantic City und Las Vegas – erhält man im Fall eines Tripels der gesetzten Zahl nur einen 3:1-Gewinn anstelle eines 12:1-Gewinnes, woraus ein Bankvorteil von 7,9 % resultiert. Auch bei den anderen Wetten offerieren die amerikanischen Spielbanken zumeist wesentlich niedrigere Gewinnquoten als die europäischen Casinos.

## Unterschiede zum ursprünglichen Chuck a Luck
Das Casinospiel Sic Bo, das aus Chuck a Luck hervorgegangen ist – und daher auch oft mit diesem Namen bezeichnet wird –, unterscheidet sich von diesem zum einen durch die Vielzahl zusätzlicher Setzmöglichkeiten und bessere Gewinnquoten, zum anderen aber auch dadurch, dass beim ursprünglichen Spiel sehr häufig anstelle von Augenwürfeln, Würfel mit besonderen Symbolen wie etwa Krone, Anker usw. verwendet werden.